# Héphaïstéion
Le temple d'Héphaïstos et Athéna Ergané, également connu sous le nom d'Héphaïstéion (grec moderne : Ηφαιστείον) ou — à tort — de Théséion (grec moderne : Θησείον), est un temple dorique périptère hexastyle, situé au nord-ouest de l'agora d'Athènes, en haut de la colline appelée Colonos Agoraios. Du VIIe siècle jusqu'en 1834, il a servi d'église orthodoxe grecque dédiée à saint Georges.

## Dénomination
Héphaïstos était le dieu de la métallurgie. Athéna Erganè était la déesse de la poterie et de l'artisanat en général. Il y avait quantité d'ateliers et de magasins de potiers et de travail des métaux à proximité du temple, ce qui justifie sa dédicace à ces deux divinités. Les fouilles archéologiques donnent à penser qu'il n'y avait pas de précédent bâtiment situé en haut de la colline, à part un petit sanctuaire qui a brûlé lorsque les Perses ont occupé Athènes en -480. Le nom de Théséion ou temple de Thésée a été attribué par erreur au monument selon une hypothèse où il aurait hébergé les restes du héros athénien Thésée, ramenés de l'île de Skyros par Cimon en -475.

## Histoire

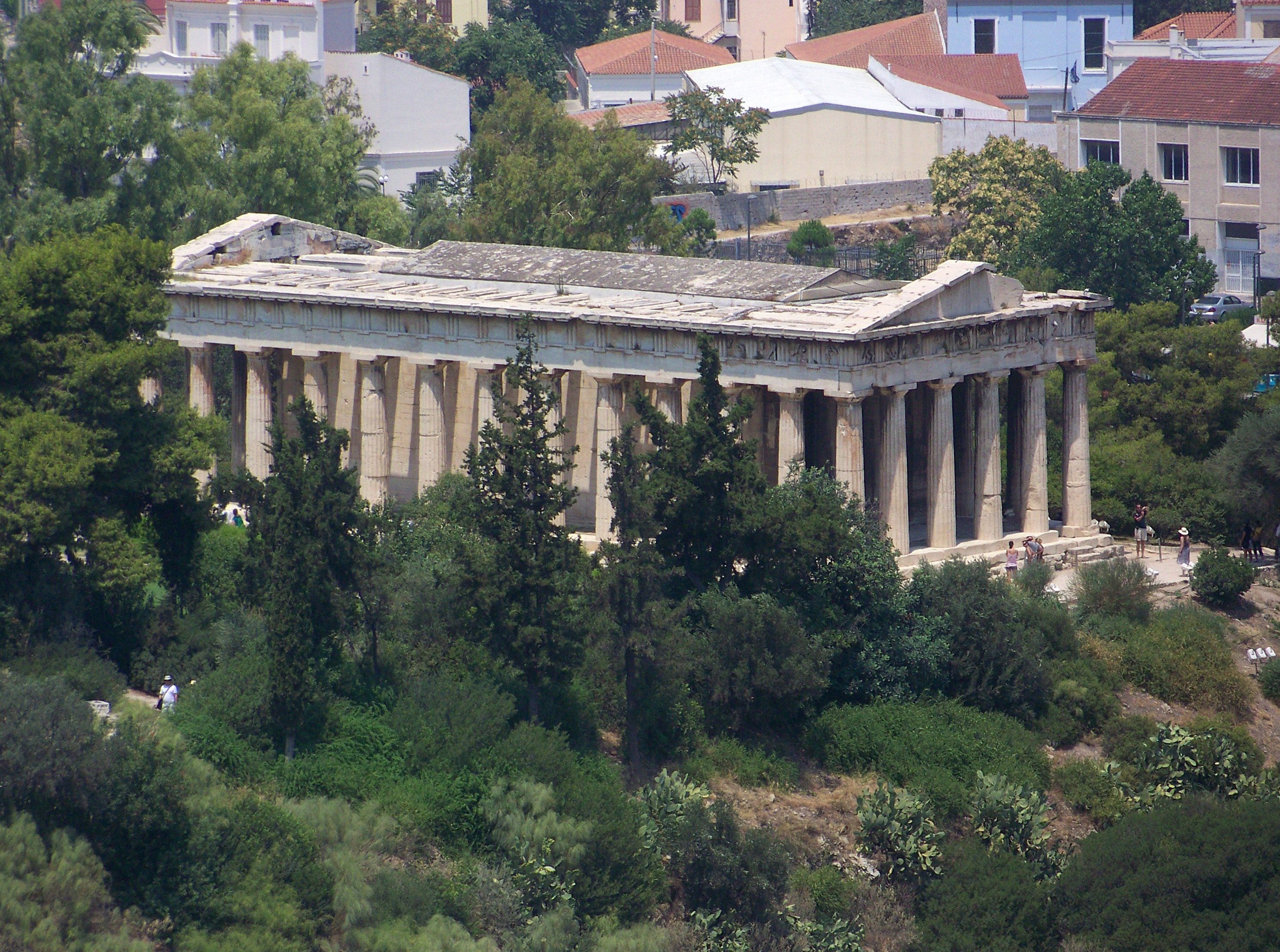
L'Héphaïstéion, face à l'Agora.

Après la bataille de Platées, les Grecs avaient juré de ne jamais reconstruire leurs sanctuaires détruits par les Perses lors de l'invasion de la Grèce, mais de les laisser en ruines, comme un perpétuel rappel de la férocité barbare. Les Athéniens concentrèrent leurs efforts sur la reconstruction de leur économie et le renforcement de leur influence dans la ligue de Délos. Lorsque Périclès arriva au pouvoir, il conçut un vaste projet pour faire d'Athènes un grand centre de pouvoir et de culture grecs. Le temple d'Héphaïstos donnant sur l'Agora était censé donner la preuve de la richesse de la tradition athénienne, comme en témoignent l'utilisation de l'ordre dorique et tout l'ensemble des métopes et figures sculptées.
La construction du temple commença en -449, mais elle ne fut pas achevée avant -415, probablement parce que l'accent avait été mis au même moment sur la construction des monuments de l'Acropole. La frise occidentale fut achevée entre -445 et -440, tandis que la frise orientale, le fronton ouest et plusieurs modifications de l'intérieur du bâtiment sont datables de -435 à -430. Ce n'est que lors de la paix de Nicias, de -421 à -415, que la toiture fut enfin posée et les statues de culte installées. Le temple a été officiellement inauguré en -416/-415.
Au IIIe siècle av. J.-C., des arbres et des arbustes (les grenades, le myrte et le laurier, sans doute Laurus nobilis) furent plantés autour du temple, et l'on y créa même un petit jardin.
Au VIIe siècle ap. J.-C., le temple fut transformé en une église chrétienne, dédiée à saint Georges, et alors utilisé comme lieu de sépulture, une soixantaine de tombes (pour la plupart médiévales) ayant été recensées dans le temple ou à proximité immédiate. À partir de 1799 il est utilisé pour les quelques (six attestés) protestants morts à Athènes, parmi lesquels John Tweddell (1799), ami de Lord Elgin, et un certain George Watson (1810) dont la dalle portant une épitaphe latine de Lord Byron existe toujours et dont la tombe est la seule à être encore occupée. Quelques Philhellènes morts au cours d'un assaut manqué contre l'Acropole en avril 1822 y auraient aussi été enterrés.
En 1834, le premier roi de Grèce, Othon Ier, fut officiellement accueilli en ce lieu. Othon ordonna que le bâtiment fût converti à un usage de musée, statut auquel il fut soumis jusqu'en 1934, date à laquelle il revint alors à son état de monument antique, auquel fut consacrée une vaste campagne de recherches archéologiques.

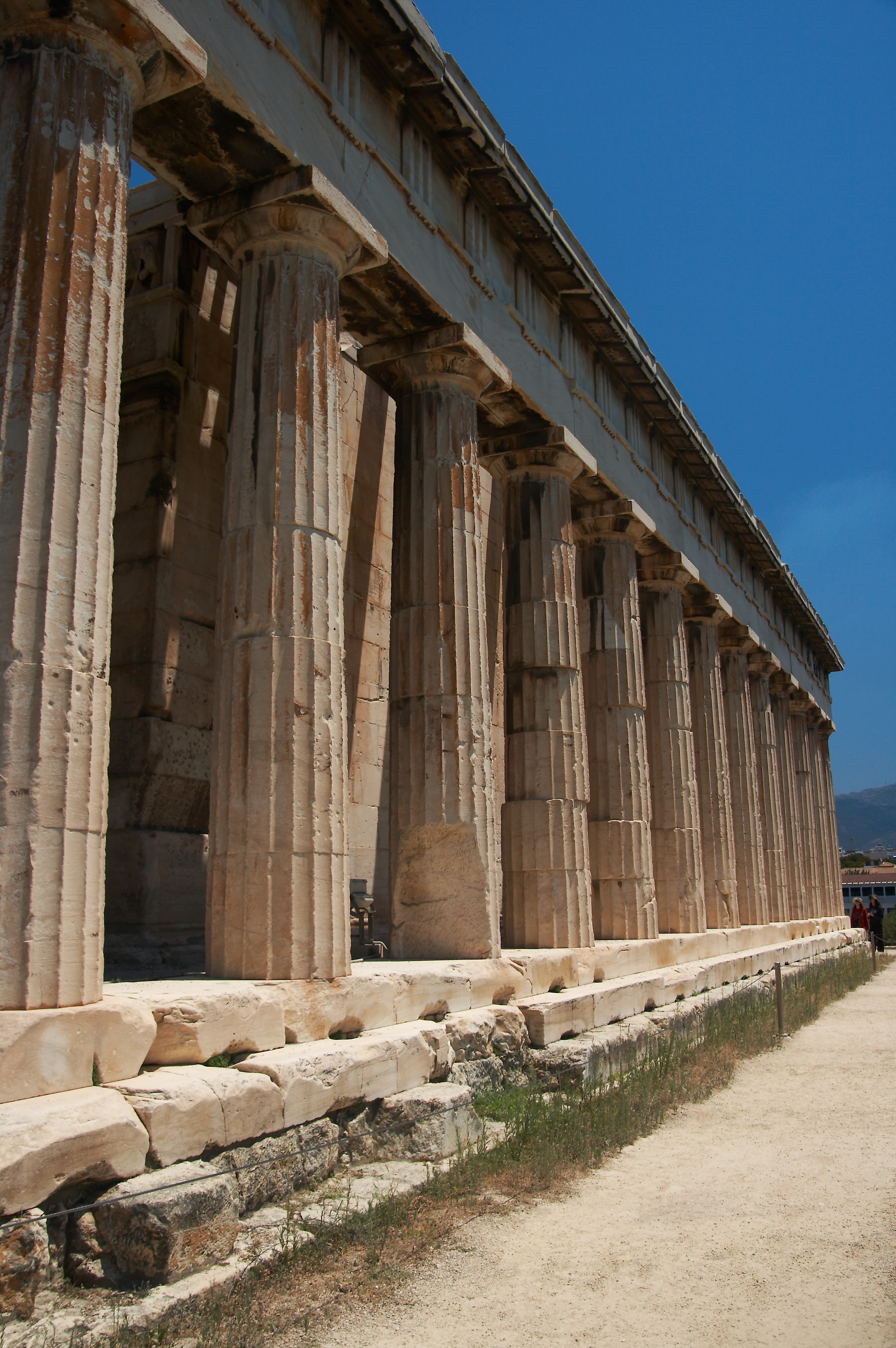
Aspect de la krépis et de la colonnade, côté sud.

## Description

### Architecture
Le nom de l'architecte n'est pas connu. Le matériel utilisé est le marbre pentélique, à l'exception de la première marche du krépidoma qui est en calcaire et les sculptures décoratives pour lesquelles a été choisi le marbre de Paros plus précieux. Les dimensions du temple sont de 13,708 m du nord au sud et de 31,776 m d'est en ouest, avec six colonnes en façades est et ouest, et treize colonnes en longueur au nord et au sud.
Le bâtiment comporte un pronaos, une pièce principale de culte des images des divinités (naos) et un opisthodome. L'alignement des antes du pronaos sur la troisième colonne latérale du péristyle est une caractéristique unique pour un temple du milieu du Ve siècle av. J.-C. Il y a également une colonnade dorique intérieure. Cependant, elle a été démolie lors de la conversion en église puis en partie rétablie dans les années 1930. Aussi, elle fait l'objet d'une controverse scientifique : certains proposent cinq colonnes sur les côtés nord et sud, et trois aux extrémités quand d'autres supposent sept colonnes sur les côtés nord et sud, et quatre sur le petit côté ouest, qui servait à mettre en valeur les statues de cultes d'Athéna Ergané et d'Héphaïstos.

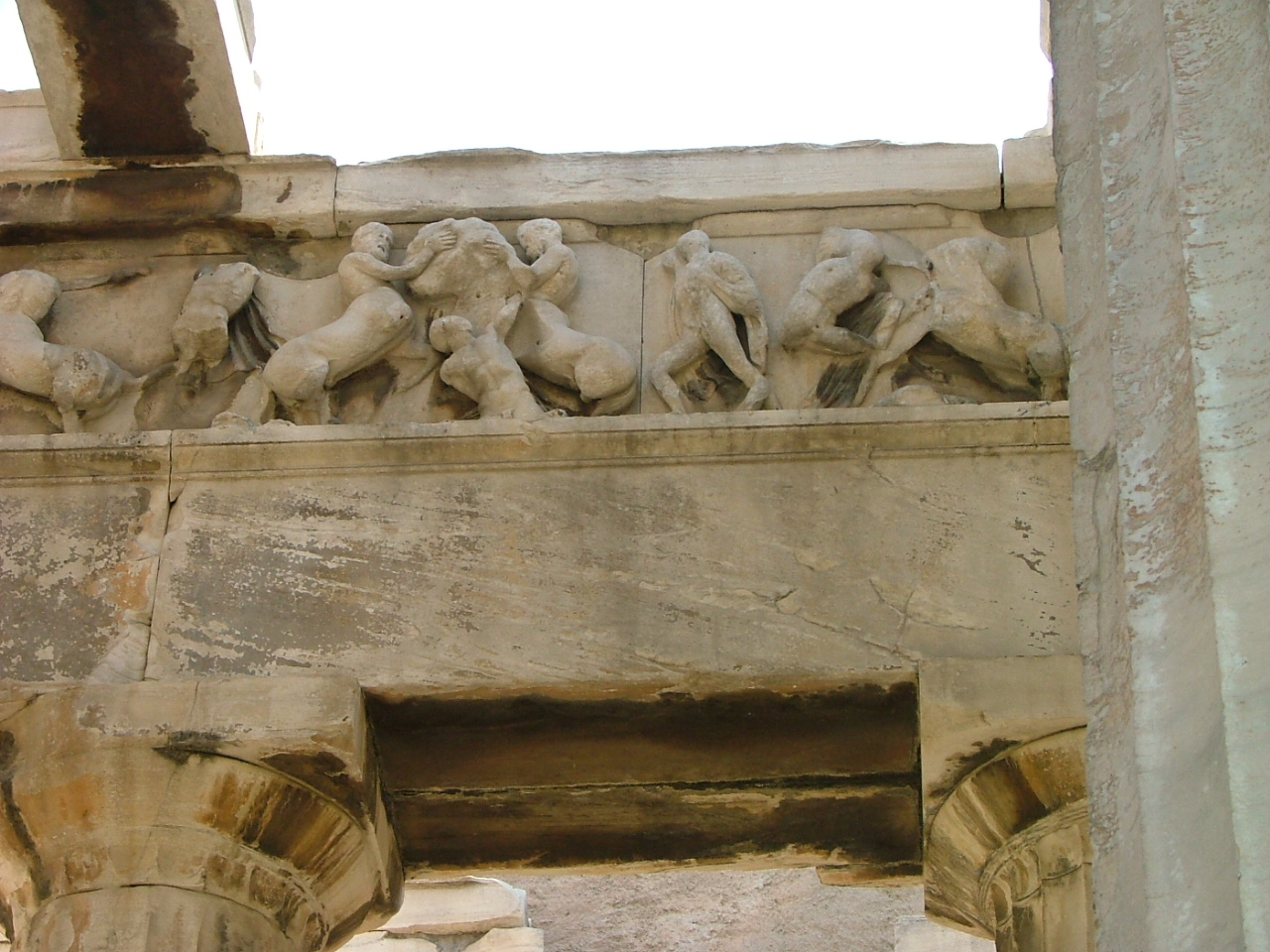
Frise ionique.

### Sculpture architecturale
Les sculptures décoratives mettent en évidence l'ampleur du mélange des deux styles dorique et ionique dans la construction du temple. Le pronaos et l'opisthodome sont décorés de frises ioniques (mélange des ordres surement inspiré du Parthénon) : la frise à l'ouest court entre les antes, au-dessus de la façade de l'opisthodome; à l'est, c'est-à-dire en façade, la frise se poursuit au-dessus des galeries latérales jusqu'aux colonnades extérieures. La frise est, celle du pronaos, montre des combats, interrompue par deux groupes symétriques de trois divinités assises sur des rochers. Le camp tourné vers la droite, plus nombreux, a l'avantage. Il y a deux interprétations possibles. Ce pourrait être une Gigantomachie (les Géants sont les seuls en principe à combattre avec des rochers), mais c'est une Gigantomachie étrange puisque les dieux ne sont que spectateurs. L'autre interprétation découpe la frise en trois épisodes successifs. de Thésée avec les Pallantides en présence des dieux,
La frise ouest, l'opisthodome, montre la bataille des Centaures et des Lapithes. Ne sont pas présents les femmes lapithes et les meubles qui désignent normalement le banquet des noces de Pirithoos.
La reconstitution des thèmes des frontons est difficile en raison de la nature fragmentaire des vestiges parvenus jusqu'à nous : une interprétation ancienne voulait y voir la naissance d'Érichthonios[Lequel ?] dans le fronton est, et Héraclès devant Thétis à l'ouest. Des théories ultérieures suggèrent que le fronton ouest a été consacré à nouveau à la bataille entre les Centaures et les Lapithes, tandis que le fronton est représentait la « déification » d'Héraclès et l'entrée du héros sur le mont Olympe.

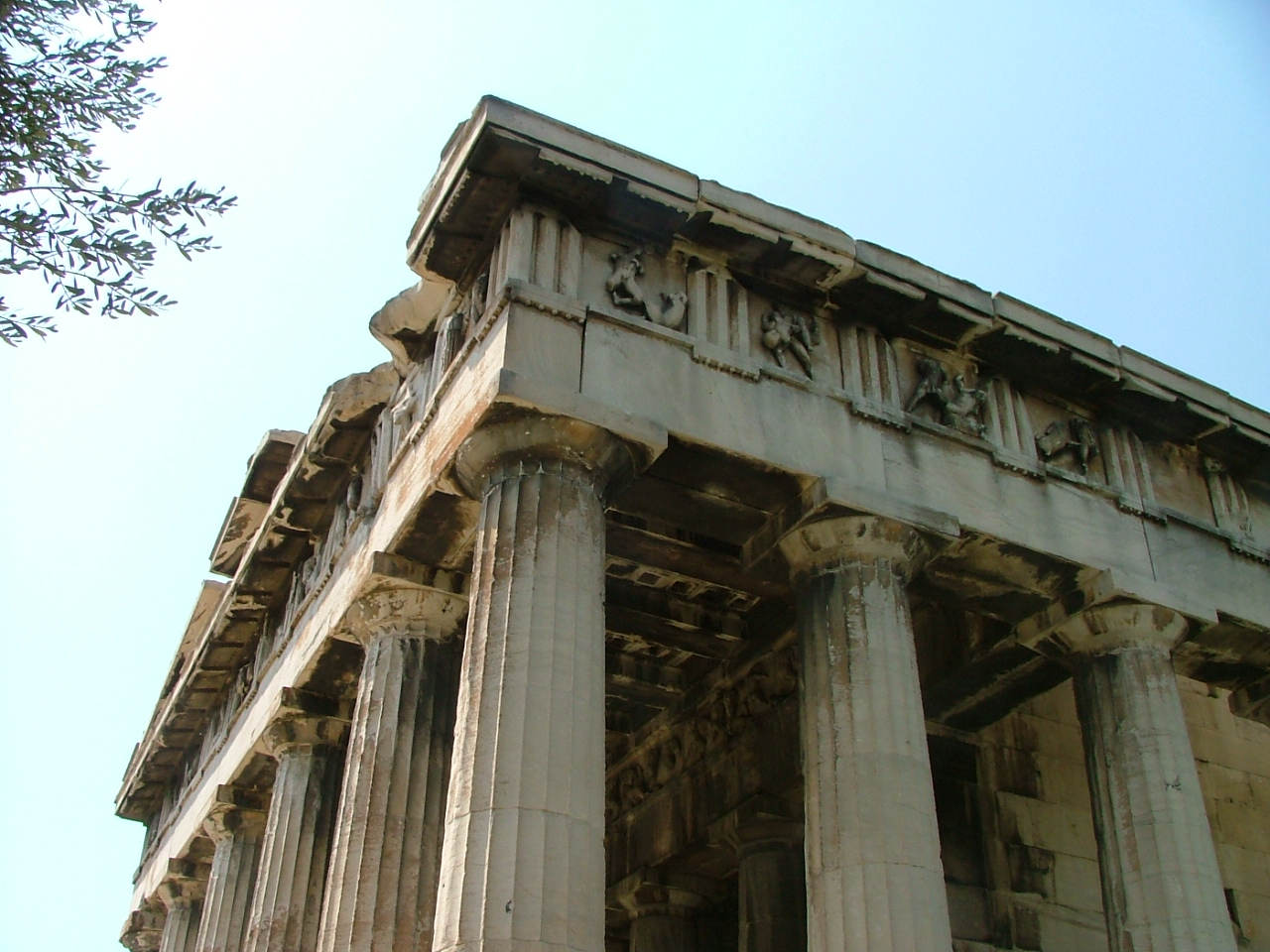
Métopes et triglyphes.

Seules 18 des 68 métopes du temple d'Héphaïstos ont été sculptées, le reste étant probablement peint. Les dix métopes du côté est représentent les travaux d'Héraclès ; les quatre métopes orientales des côtés nord et sud illustrent les exploits de Thésée.
Selon Pausanias, le temple abritait les statues en bronze d'Athéna et d'Héphaïstos. Une inscription de comptes mentionne des paiements entre -421 et -415 pour deux statues de bronze, mais elle ne précise pas le nom du sculpteur. La tradition attribue cependant le travail à Alcamène, mais il n'y a pas de preuves tangibles.

## Images

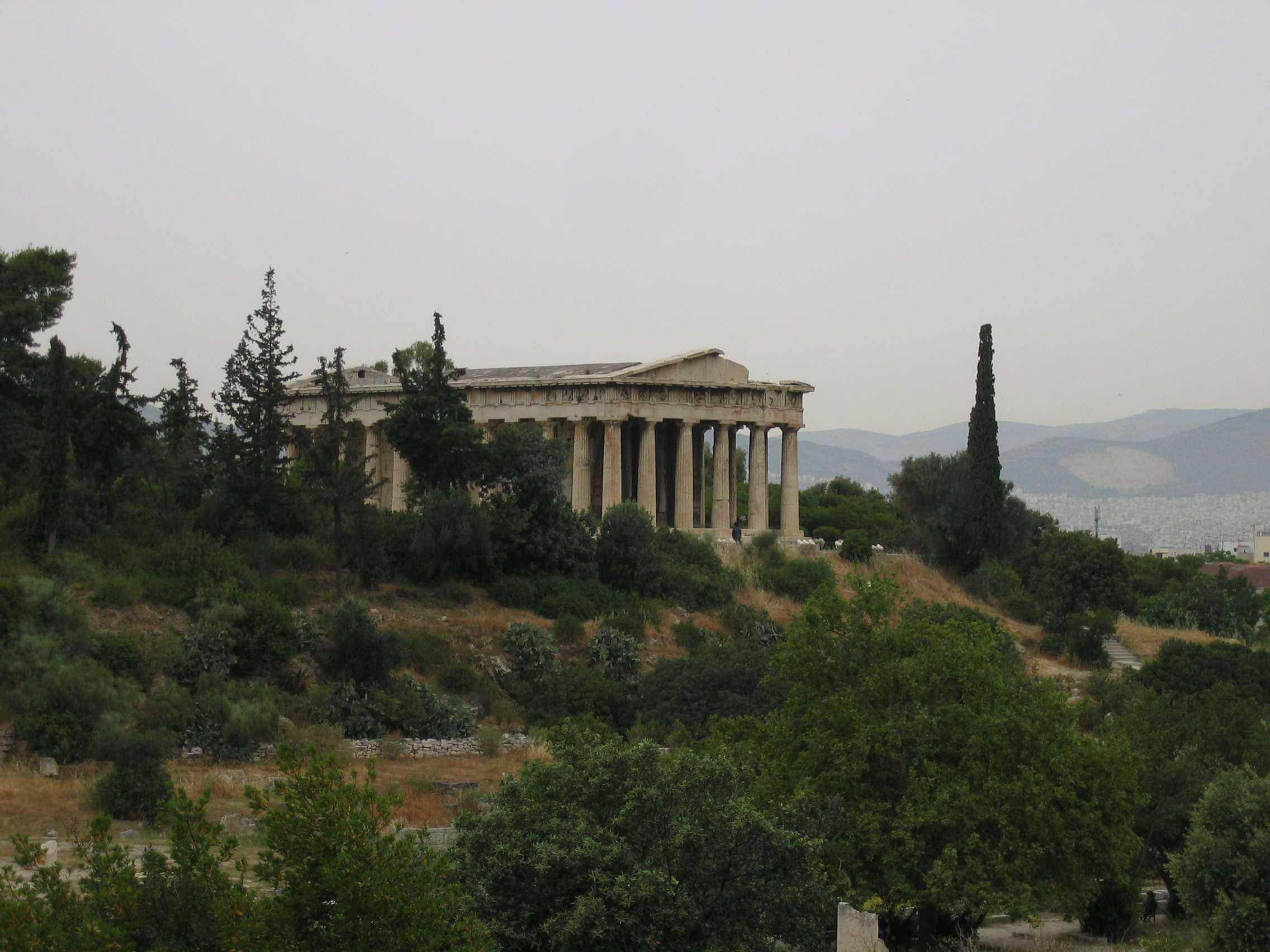
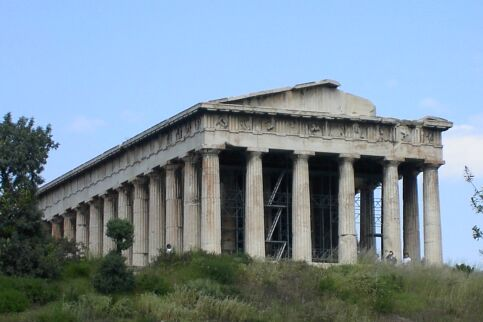
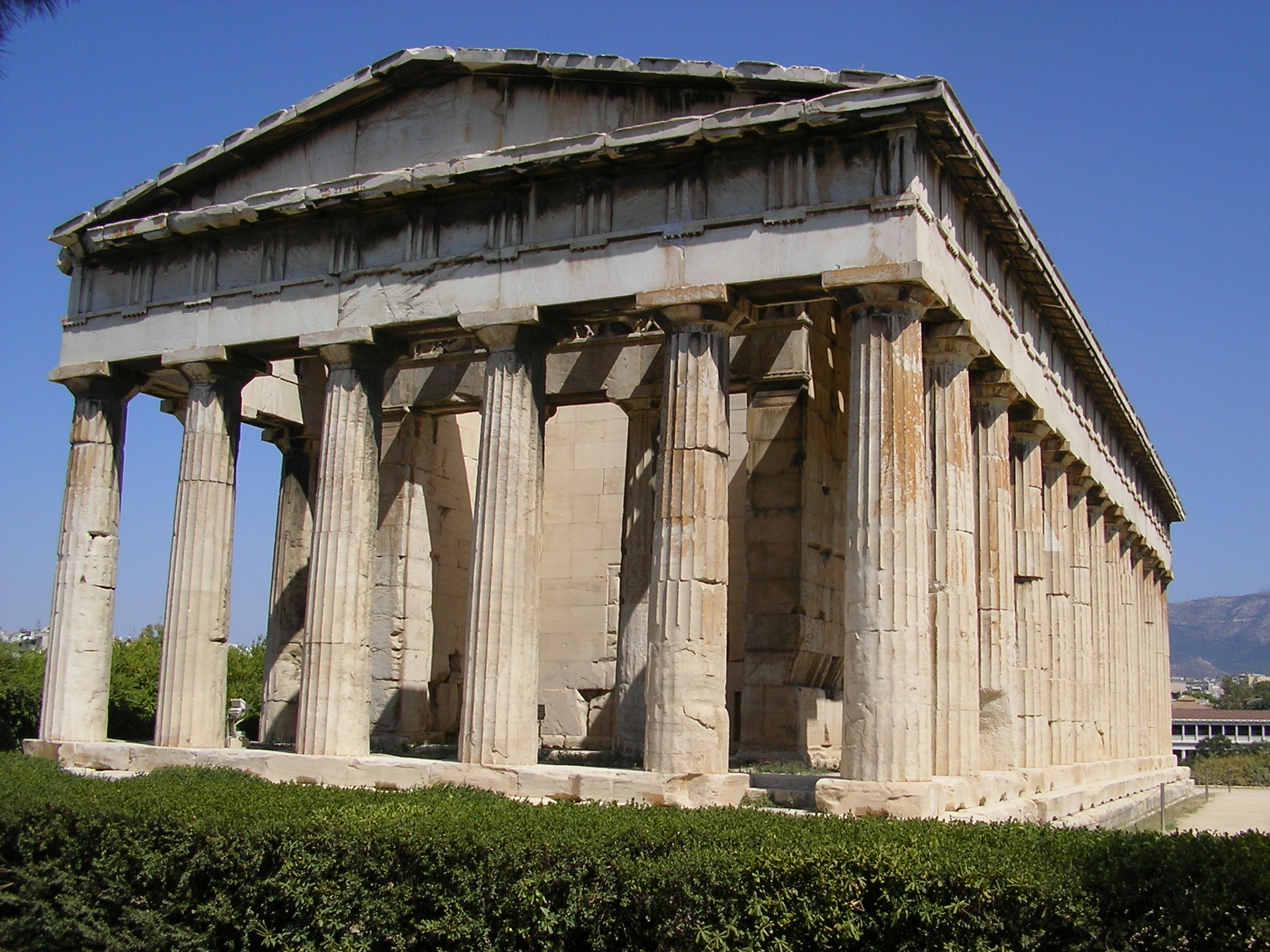
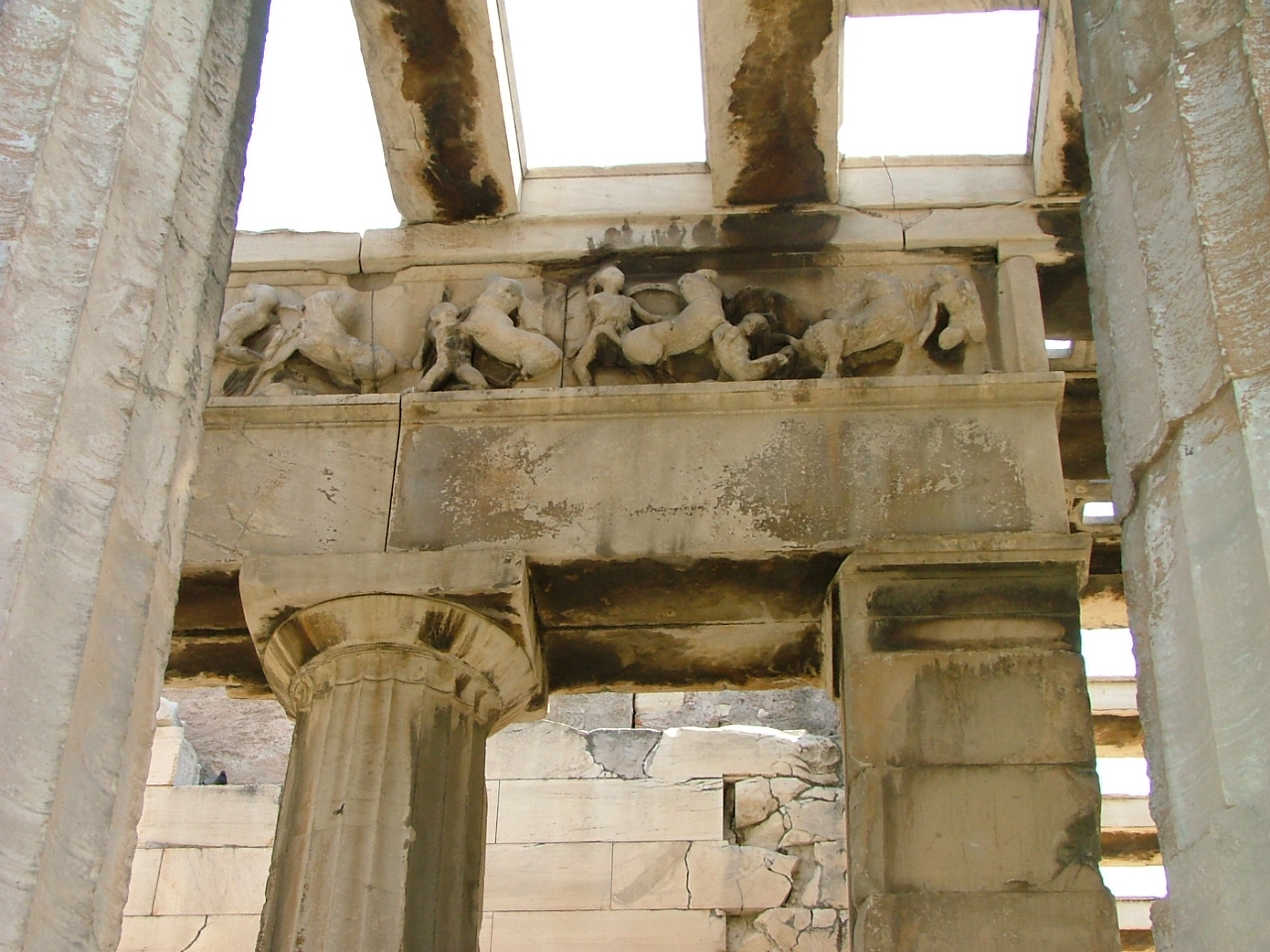
Frise ionique
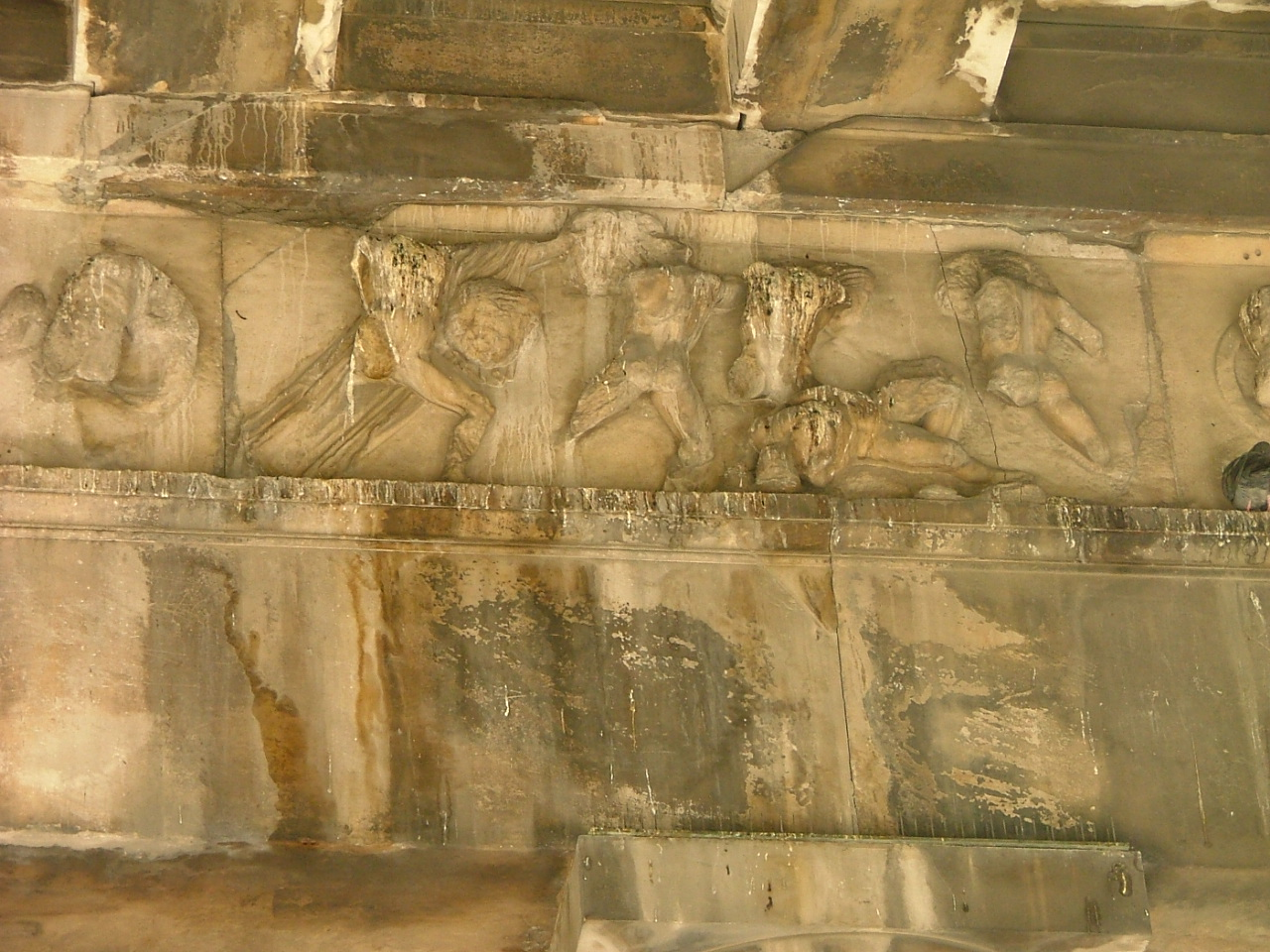
Frise ionique
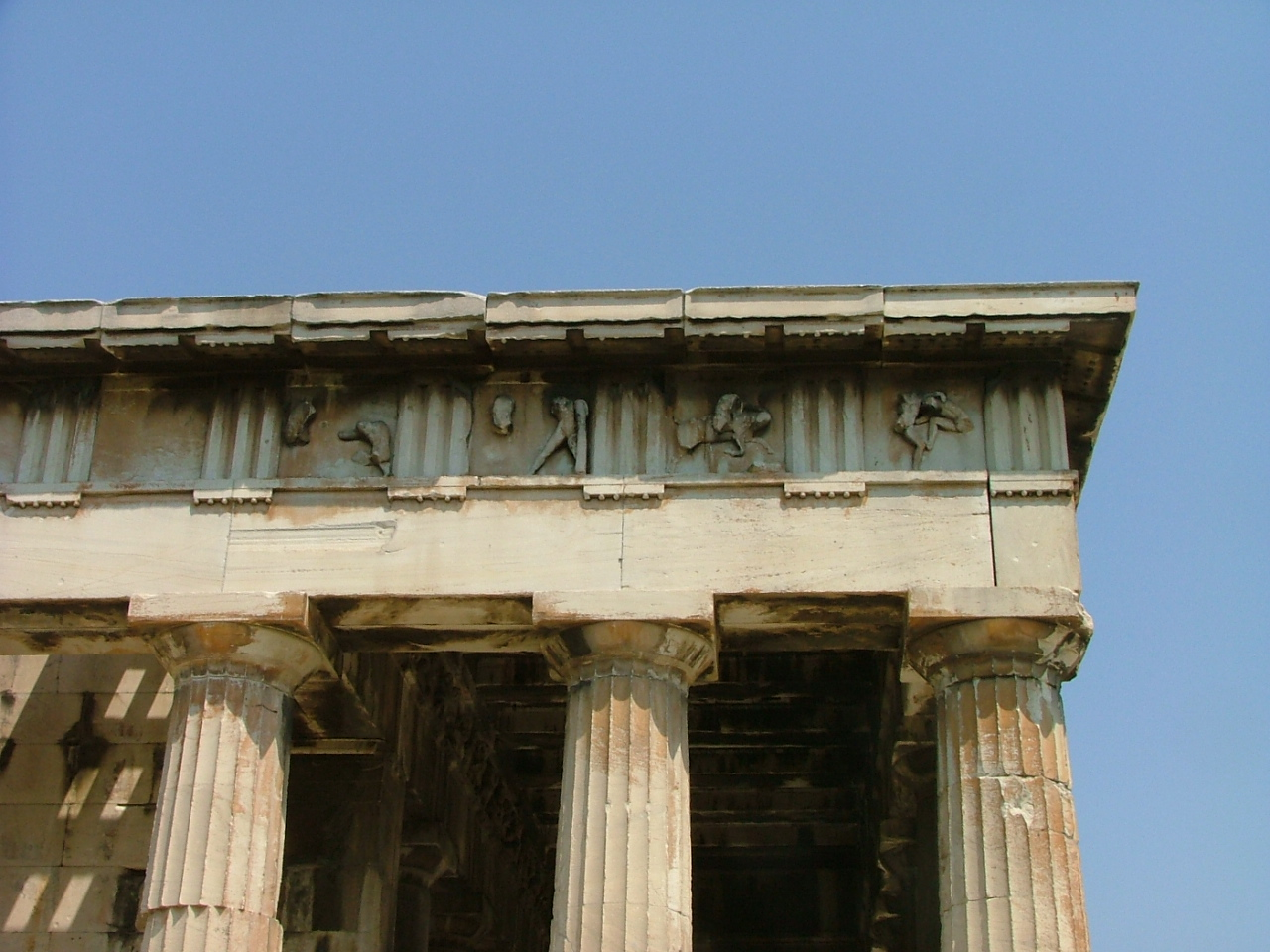
Entablement